# Eufriesea smaragdina
Eufriesea smaragdina is een vliesvleugelig insect uit de familie bijen en hommels (Apidae). De wetenschappelijke naam van de soort is voor het eerst geldig gepubliceerd in 1833 door Perty.